# Paramigros
Paramigros es un género de foraminífero bentónico de la subfamilia Verneuilininae, de la familia Verneuilinidae, de la superfamilia Verneuilinoidea, del suborden Verneuilinina y del orden Lituolida. Su especie tipo es Paramigros hammadensis. Su rango cronoestratigráfico abarca desde el Bathoniense (Jurásico medio) hasta el Kimmeridgiense inferior (Jurásico superior).

## Discusión
Clasificaciones previas incluían Paramigros en la subfamilia Pseudogaudryininae, de la familia Pseudogaudryinidae, de la superfamilia Textularioidea, del suborden Textulariina del orden Textulariida, o en el orden Lituolida sin diferenciar el suborden Verneuilinina.

## Clasificación
Paramigros incluye a las siguientes especies:
- Paramigros hammadensis †
- Paramigros shinnawii †